# Stabkreuz
Das Stabkreuz kann in der Heraldik im Wappen ein Heroldsbild oder eine Wappenfigur sein.
Dargestellt wird ein Kreuz mit einer auf mindestens ein Halb bis ein Drittel von Balken und Pfahl reduzierter Breite eines gemeinen Kreuzes. Mehrere Stabkreuze nebeneinander werden zum Gitter. Herr von Sacken beschreibt damit eigentlich einen Kreuzfaden. Ist das Kreuz besonders schmal, wird es zum Leistenkreuz. Die Kreuzarme werden auf Fadenbreite verjüngt. Das Stabkreuz kann auch mit einer Wappenfigur belegt werden. Beispiel ist das Hochmeisterkreuz.

Stabkreuz
Fadenkreuz im Wappen Drap
Gitterkreuz